# Ястребов Володимир Григорович
Володи́мир Григо́рович Я́стребов — заслужений тренер України з веслування на байдарках і каное.
6 травня 2012-го втопився під час катання на байдарці, можливо, стався серцевий напад. У загиблого лишилися дружина та син.